# Tirteu
Tirteu (em grego, Τυρταῖος - Tyrtaîos, na transliteração) foi um poeta lírico grego do século VII a.C.
Com seus cânticos de guerra, incentivou a coragem espartana, levando-os à vitória por ocasião da Segunda Guerra Messênia. Tirteu escreveu duas espécies de poesia: cantos de guerra e elegias em dialeto jônico. É mencionado por Platão no Livro I do diálogo Leis, 629 a et sq.; II, 660 e, 667 a; IX, 858 e.

## Origem
No primeiro ano da Segunda Guerra Messênia, após uma batalha em Darae na Messênia, que foi inconclusiva e após Aristômene ter provocado os lacedemônios, penetrando Esparta à noite e colocando no tempo de Athena Chalkioikos as armas capturadas dos espartanos com a inscrição Oferta de Aristômene à Deusa, tomadas dos espartanos, os espartanos receberam do Oráculo de Delfos que eles deviam arrumar um ateniense como conselheiro.
Os espartanos enviaram mensageiros a Atenas, e comunicaram o oráculo, pedindo um homem para os aconselhar. Os atenienses não queriam ajudar Esparta a conquistar boa parte do Peloponeso sem grandes perigos, mas também não queriam desobedecer o deus, então escolheram entre eles Tirteu, um professor de letras, que era considerado intelectualmente fraco e era coxo, e o enviaram a Esparta.
Tirteu, ao chegar, recitou para os nobres e para todos que ele pudesse escolher os poemas em elegias e anapestos.

## Participação na Segunda Guerra Messênia
Tirteu esteve com os espartanos na batalha que ocorreu um ano depois de Darae; ele não participou da luta, mas incentivou os espartanos. A batalha foi uma derrota para os lacedemônios, que quiseram terminar a guerra, mas Tirteu, recitando seus poemas, conseguiu dissuadí-los.
Mais tarde, quando Aristômene pilhou a Lacônia e a Messênia (ocupada), provocando escassez em Esparta e quase uma revolução, foi Tirteu que fez os espartanos acertarem suas diferenças.
Aristóteles menciona o poema A Boa Ordem de Tirteu, composto quando alguns cidadãos lacedemônios foram arruinados pela guerra messênia e queriam a redistribuição da terra.

## Obras relacionadas
Fragmentos de Tirteu foram traduzidos do grego para o português por Rafael Brunhara,  Vittorio de Falco e Aluizio Coimbra, Daisi Malhadas e Maria Helena de Moura Neves.
- BRUNHARA, R. As Elegias de Tirteu. São Paulo: Editora Humanitas, 2014
- FALCO, Vittorio de; COIMBRA, Aluizio F. Os elegíacos gregos de Calino a Crates. São Paulo, 1941
- MALHADAS, Daisi; MOURA NEVES, Maria H. De. Antologia de poetas gregos de Homero a Píndaro. Araraquara: FFCLAr-UNESP, 1976

## Ligação externa
Biblioteca Clássica - fragmentos de Tirteu traduzidos do grego para o português Arquivado em 9 de julho de  2009, no Wayback Machine.
blog Primeiros Escritos - fragmentos de Tirteu traduzidos do grego para o português